# Persecución de la masonería en Cuba
La masonería en Cuba ha enfrentado acciones estatales documentadas desde 2021, caracterizadas por detenciones, vigilancia y conflictos internos en la Gran Logia de Cuba, según reportes de medios independientes. Estas tensiones se intensificaron tras las protestas del 11 de julio de 2021 (11J), lo que llevó a protestas masivas, expulsiones de masones disidentes y enfrentamientos con la Seguridad del Estado.
Un evento significativo ocurrió el 6 de julio de 2025, cuando masones liderados por Juan Alberto Kessel Linares tomaron la sede de la Gran Logia en La Habana para exigir la destitución del Gran Maestro Mayker Filema Duarte, acusado de mantener el cargo con apoyo del gobierno.

## Contexto
La masonería en Cuba, establecida en 1804, ha sido históricamente relevante, con figuras como José Martí y Antonio Maceo entre sus miembros. Durante la Primavera Negra de 2003, varios masones, como José Daniel Ferrer, fueron detenidos por su activismo político, enfrentando condenas basadas en la Ley No. 88 de Protección de la Independencia Nacional.
Tras las protestas del 11J, masones como José Ramón Viñas Alonso, Soberano Gran Comendador del Supremo Consejo del Grado 33, apoyaron públicamente a los manifestantes, condenando la represión en una carta dirigida al presidente Miguel Díaz-Canel, lo que resultó en interrogatorios, citaciones y hostigamiento por parte de la Seguridad del Estado, según reportes. En octubre de 2024, el masón Luis Adrián Pupo García fue arrestado en Songo-La Maya, Santiago de Cuba, acusado de desacato por protestar contra el colapso energético. En mayo y junio de 2025, el MINJUS intentó reemplazar a Viñas Alonso con otro líder, considerado por algunos masones como aliado del gobierno, y desestimó la destitución de Mayker Filema Duarte, generando rechazo entre los masones.
En 2022, el Gran Maestro Francisco Javier Alfonso Vidal huyó a México durante un viaje institucional y solicitó asilo político en Estados Unidos, denunciando presiones de la Seguridad del Estado para expulsar a Viñas Alonso por su oposición al gobierno. En 2023, la expulsión de 17 masones, incluido el ex Gran Maestro Mario Alberto Urquía Carreño, por “traición” tras denunciar irregularidades en la Gran Logia, desencadenó una protesta el 29 de octubre, cuando más de 300 masones tomaron la sede de la Gran Logia en La Habana. En 2024, Urquía fue detenido por un supuesto desfalco de más de 2 millones de pesos cubanos junto al ex Gran Tesorero Airam Cervera Reigosa.
En mayo de 2025, Mayker Filema Duarte fue destituido como Gran Maestro por la Alta Cámara Masónica, pero se negó a abandonar el cargo, respaldado por el MINJUS. Esto llevó a la toma de la sede el 6 de julio de 2025, liderada por Kessel Linares, quien fue citado por la Seguridad del Estado en junio y detenido el 4 de julio junto a Víctor Bravo Cabañas, según reportes.

## Impacto y reacciones
Las acciones tras el 11J marcaron un punto de inflexión, con masones como Viñas Alonso y José Daniel Ferrer enfrentando citaciones, interrogatorios y detenciones por la Seguridad del Estado. La Gran Logia de Cuba condenó el uso excesivo de la fuerza contra los manifestantes del 11J y expresó su apoyo al pueblo cubano, abogando por la paz y la justicia social, según reportes. En enero de 2025, Ferrer fue excarcelado bajo libertad condicional como parte de una liberación más amplia de presos políticos, pero fue reencarcelado en abril de 2025 por presunto incumplimiento de los términos de su libertad, enfrentando amenazas para forzarlo al exilio. Denuncias de torturas y huelgas de hambre en prisión fueron reportadas por su familia y organizaciones de derechos humanos hasta julio de 2025.
La toma de la sede en octubre de 2023 fue un acto de oposición a la intervención estatal, pero resultó en detenciones y vigilancia, según reportes. En 2024, la elección de Filema Duarte como Gran Maestro temporal, considerada por algunos como una maniobra del MINJUS, aumentó las tensiones. Su destitución en mayo de 2025 y su negativa a abandonar el cargo, respaldada por el MINJUS, provocaron la protesta del 6 de julio, donde masones entonaron el himno nacional y enfrentaron a sus seguidores. La Confederación Masónica Interamericana (CMI) y masones exiliados en Miami protestaron contra la intervención del gobierno. El MINJUS negó cualquier injerencia, calificando los eventos como conflictos internos.

## Casos individuales
- Francisco Javier Alfonso Vidal: Gran Maestro que huyó a México en diciembre de 2022 y solicitó asilo político en Estados Unidos, denunciando presiones de la Seguridad del Estado para expulsar a Viñas Alonso por su apoyo a las protestas del 11J.
- José Ramón Viñas Alonso: Soberano Gran Comendador del Supremo Consejo del Grado 33, enfrentó hostigamiento desde 2021 por apoyar las protestas del 11J. El 16 de julio de 2021, fue interrogado durante varias horas por la Seguridad del Estado tras publicar una carta al presidente Miguel Díaz-Canel condenando la represión de las protestas, con apoyo de compañeros masones que lo esperaron tras su liberación. Reelegido en marzo de 2025, el MINJUS cuestionó la legalidad de su reelección y propuso reemplazarlo con otro líder, considerado por algunos como aliado del gobierno. En una reunión el 31 de mayo de 2025, más de un centenar de masones escocistas respaldaron su liderazgo, rechazando la injerencia estatal.
- José Daniel Ferrer: Líder de la Unión Patriótica de Cuba (UNPACU) y masón, se inició en la Logia “Valle del Cauto” en 1998, ocupando cargos como Orador, Secretario y Representante ante la Gran Logia de Cuba hasta 2003. Detenido en 2003 durante la Primavera Negra de Cuba, fue condenado a 25 años de prisión por cargos basados en la Ley No. 88 y liberado en 2011 bajo licencia extrapenal por motivos de salud. En 2021, fue detenido nuevamente por su activismo tras el 11J, enfrentando maltratos en prisión, incluyendo una golpiza en noviembre de 2024 que requirió hospitalización. Excarcelado en enero de 2025 bajo libertad condicional, fue reencarcelado en abril de 2025 por presunto incumplimiento de los términos de su libertad, enfrentando amenazas para forzarlo al exilio. En prisión, enfrentó torturas, incluyendo siete golpizas en 14 días entre junio y julio de 2025, y realizó varias huelgas de hambre para denunciar las condiciones inhumanas, según su familia y organizaciones de derechos humanos.
- Mario Alberto Urquía Carreño: Ex Gran Maestro, expulsado en 2024 por “traición” y detenido en septiembre por un supuesto desfalco de más de 2 millones de pesos. Lideró la protesta de 2023.
- Juan Alberto Kessel Linares: Gran Maestro interino desde el 25 de mayo de 2025, tras la destitución de Mayker Filema Duarte por la Alta Cámara Masónica. En junio de 2025, fue citado e interrogado por la Seguridad del Estado bajo amenaza de cargos por desorden público. El 4 de julio de 2025, fue detenido junto a Víctor Bravo Cabañas, Gran Secretario, en la estación de Picota, según reportes, para impedir su participación en la toma de la Gran Logia el 6 de julio. Los masones denunciaron estas acciones como intentos de intimidación estatal para frenar la renovación interna de la Gran Logia.
- Ángel Santiesteban Prats: Ex prisionero político y masón, detenido en 2021 y 2024 por su oposición al gobierno.
- Ernesto Morales: Detenido el 30 de octubre de 2023 tras participar en la toma de la Gran Logia.
- Luis Adrián Pupo García: Masón arrestado en octubre de 2024 en Songo-La Maya, Santiago de Cuba, acusado de desacato por protestar contra el colapso energético. Su detención fue denunciada como parte de las acciones estatales para reprimir a masones disidentes.

## Respuesta del gobierno
El gobierno cubano, a través del MINJUS y la Oficina de Asuntos Religiosos del Partido Comunista de Cuba, ha negado cualquier intervención en los asuntos de la Gran Logia, calificando los conflictos como disputas internas. El ministro Óscar Manuel Silvera Martínez afirmó que la Ley 54 de 1985 otorga al MINJUS un rol de supervisión sobre las asociaciones, pero negó cualquier injerencia, destacando el respeto histórico a la autonomía masónica.
No obstante, el MINJUS ha respaldado a Mayker Filema Duarte, desestimando su destitución por la Alta Cámara Masónica en mayo de 2025 y reconociéndolo como Gran Maestro, lo que permitió la suspensión de masones y logias disidentes, descrita por medios independientes como una “cacería de brujas”. La Seguridad del Estado, incluyendo a la teniente coronel Kenia María Morales Larrea, ha sido señalada por hostigar a líderes como Juan Alberto Kessel Linares y Luis Adrián Pupo García, con citaciones, detenciones y vigilancia, según reportes. Estas acciones han sido interpretadas por masones como intentos de controlar la Gran Logia mediante la Ley de Asociaciones y la intervención de agencias de inteligencia.

## Denuncias internacionales
La Confederación Masónica Interamericana (CMI) condenó las acciones estatales posteriores al 11J en 2021 y presentó una queja ante la Comisión Interamericana de Derechos Humanos (CIDH) en 2023, denunciando violaciones a la libertad de asociación. En julio de 2025, el Observatorio Cubano de Derechos Humanos presentó una denuncia ante la Relatora Especial sobre la Tortura de la ONU, alertando sobre el “riesgo inminente” para la vida de Ferrer debido a torturas en prisión.

## Comparación con los eventos en Venezuela
En Venezuela, la persecución de masones tras el caso Óscar Pérez (2018) comenzó antes de 2018, cuando el gobierno de Nicolás Maduro impidió que masones venezolanos asistieran a la asamblea de la Confederación Masónica Interamericana (CMI) en Asunción, Paraguay, en abril de 2017, mediante la negación de divisas. La persecución se intensificó tras la ejecución extrajudicial de Óscar Pérez y José Alejandro Díaz Pimentel, masones de la Logia Santiago Mariño N.º 208, el 15 de enero de 2018, durante la masacre de El Junquito, calificada como crimen de lesa humanidad por la Comisión Interamericana de Derechos Humanos. La CMI y la Gran Logia de España condenaron la ejecución, afirmando que no hubo debido proceso. La Dirección General de Contrainteligencia Militar allanó logias en varias regiones, denunciada como una “cacería de brujas” por masones venezolanos. La Gran Logia de Venezuela, liderada por Ubaldo Jiménez Silva, fue criticada por no condenar estas acciones y por instar a colaborar con las autoridades, según la Comisión Masónica Internacional de Derechos Humanos (CMIDDHH), que denunció desapariciones forzadas de masones como Wilmer Muñoz y Juan Hurtado en 2018 y solicitó en 2023 una investigación ante la Corte Penal Internacional contra Jiménez Silva por su presunta colaboración en la persecución de masones.
En contraste, la Gran Logia de Cuba ha resistido las presiones del gobierno cubano, como se evidencia en la oposición de masones como Francisco Javier Alfonso Vidal, quien se negó a expulsar a José Ramón Viñas Alonso pese a las presiones de la Seguridad del Estado, y las protestas de 2023 y 2025 contra la intervención estatal. En Venezuela, la Gran Logia de Venezuela colaboró con el gobierno de Maduro, facilitando la persecución de masones disidentes, según Esteban Oria, mientras que en Cuba los masones han mantenido una postura de oposición, exponiéndolos a mayores riesgos.